# Cadro
Cadro é uma comuna da Suíça, no Cantão Tessino, com cerca de 1.657 habitantes. Estende-se por uma área de 4,5 km², de densidade populacional de 368 hab/km². Confina com as seguintes comunas: Canobbio, Lugaggia, Lugano, Sonvico, Valsolda (IT-CO), Villa Luganese.
A língua oficial nesta comuna é o Italiano.